# Дорожное покрытие
Дорожное покрытие — верхняя часть дорожной одежды, состоящая из одного или нескольких единообразных по материалу слоёв, непосредственно воспринимающая усилия от расчётной нагрузки и подвергающаяся прямому воздействию атмосферных факторов.
Покрытие может быть одно-, двух- или трёхслойным. При выборе типа будущей дороги специалисты всегда отталкиваются от совокупности факторов, главным из которых принято считать интенсивность движения транспорта на участке. Чем она выше, тем выше будет износ дорожного покрытия. Соответственно в районах постоянной эксплуатации дороги строятся прочнее. Для более «спокойных» участков используют облегченную версию, которую в случае необходимости можно переквалифицировать в переходную, если в будущем планируется повышение нагрузки. 
Жёсткие покрытия превалируют в густонаселенных районах с хорошо развитой инфраструктурой; они же сильно уступают нежестким дорогам в сельской местности, где жёстким покрытием обычно могут похвастаться только центральные улицы или дороги ведущие на крупные объекты сельского хозяйства.

## Типы
Виды дорожного покрытия:
1. грунтовое, очищенное от растительного слоя, или только накатанное по поверхности земли;[1]
2. посыпанное песком, гравием, щебнем или другими природными минералами;[2]
3. из шлака, асфальтовой крошки, измельчённых кирпичей, битого бетона и из других искусственных материалов;
4. комбинированное;
5. с примесью вяжущих веществ — глины, летучей золы, гашёной извести, цемента, гипса, битума, каменноугольной смолы, пека, древесного вара, дёгтя, расплавленных резин и пластмасс;[3]
6. выложенная брусчатка;[4]
7. уложенные и скреплённые между собою железобетонные плиты;
8. залитый в опалубке железобетонный монолит;[5]
9. асфальтированное, щебёночно-мастичный асфальтобетон;
10. восстановленное дорожного покрытия холодным ресайклингом.[6][7][8]

Асфальтобетон (в разговорной речи — асфальт): на данный момент самый распространенный вид дорожного покрытия; такая популярность обоснована хорошим сочетанием цены материалов и качества готового полотна. С 1960-х годов — также прорезиненный асфальт.
Портландцементное покрытие: основание и слой износа такого покрытия обычно объединяются в один слой, который укладывается за одну операцию. Будучи правильно уложен на подготовленный подстилающий слой, портландцементный бетон даёт хорошую дорожную поверхность с высокой износоустойчивостью и прочностью покрытия. Однако технологии бетонных автодорог имеют свои минусы:
1. бетон имеет пористую структуру, впитывающую воду, которая во время морозов превращается в лёд, вспучивая даже самое прочное дорожное полотно;
2. бетон сильнее крошится (над оживлённой бетонной дорогой может стоять даже бетонная пыль);
3. у асфальта лучше сцепные свойства с резиной автомобильных шин (короче тормозной путь);
4. железобетон при нагревании имеет свойство расширяться (даже взрываться) и сжиматься при охлаждении (при этом могут появиться трещины). Поэтому между железобетонными плитами на дороге оставляют небольшие зазоры[9]. От езды автомобилей по образовавшимся бетонным стыкам возникают неприятные стуки, и быстро изнашиваются автомобильные шины. Для уменьшения этой неприятности, железобетонные плиты иногда изготавливают особых форм, чтобы линии стыка (шва) между ними проходили под углом 45° (и более), по направлению к движению автомобиля, колёса которого при этом более плавно съезжают с одной плиты, заезжая одновременно на соседнюю. Предпринимаются попытки разработать технологию покрытия дорог ромбовидными и клиновидными железобетонными плитами, сцеплёнными такими креплениями, чтобы во время сильных морозов, уменьшающиеся в объёме железобетонные плиты автоматически по полозьям смещались бы относительно друг друга, уменьшая в некоторых местах ширину дороги примерно на 2-5 см., но без образования зазоров между плитами, а при наступлении жаркой погоды плиты бы сами собой выдавливались по направляющим на своё прежнее место. Поэтому часто уложенный железобетон поливается расплавленным битумом, на который потом хорошо ложится заключительный слой асфальта.

### Дренаж
Наличие луж на поверхности дорожного покрытия является его конструктивным дефектом. 
Для своевременного отвода воды с поверхности дороги необходимо соблюдать государственные стандарты в области дренажа, в том числе принцип поперечного уклона дорожного покрытия. Наличие уклона не менее 4 % (4 см уклона на 1 метр) позволяет своевременно удалять осадки в дренажные системы, тем самым улучшая сцепление шин с дорогой и снижая вероятность аквапланирования.

### Доп. оборудование
- укладка лежачих полицейских
- укладка тактильного покрытия
- формирование профиля для создания музыкальной дороги

## Дефекты покрытия
Покрытие автомобильной дороги подвержено непосредственному воздействию эксплуатационных и природно-климатических факторов, в связи с чем именно покрытие является самой уязвимой частью дорожной одежды. Основные дефекты покрытия подразделяют на две группы:
- Дефекты прочностного характера:
  1. Трещины одиночные — поперечные и косые трещины, расположенные на расстоянии более 15—20 метров друг от друга.
  2. Трещины отдельные — поперечные и косые трещины, расположенные примерно на одинаковом расстоянии друг от друга. Расстояние между соседними трещинами — 10—15 метров.
  3. Трещины редкие — поперечные и косые трещины (нередко с ответвлениями), не связанные между собой. Среднее расстояние между соседними трещинами — 4—10 метров.
  4. Трещины частые — поперечные и косые трещины с ответвлениями, иногда связанные между собой, но, как правило, не образующие замкнутых фигур. Среднее расстояние между соседними трещинами — 1—4 метра.
  5. Сетка трещин — поперечные и продольные трещины, развитые в зоне полос наката и образующие замкнутые, преимущественно четырехугольные фигуры с расстоянием между сторонами менее 1 метра. Нередко сопровождаются просадками, колейностью и волнообразованием.
  6. Колейность — плавное искажение поперечного профиля дорожного покрытия, локализованное вдоль полос наката. На покрытиях, устроенных с применением вяжущих, обычно сопровождается продольными трещинами и сеткой трещин.
  7. Просадки — резкое искажение профиля покрытия, имеющее вид впадины с округлыми краями. На покрытиях, устроенных с применением вяжущих, просадки сопровождаются сеткой трещин, нередко охватывающей также и зоны покрытия, непосредственно к ним прилегающие.
  8. Волны — закономерное чередование (через 0,5—2 метра) на покрытии впадин и гребней, в поперечном направлении по отношению к продольной оси дороги. Как правило, имеют место на дорогах с переходными типами покрытий.
- Дефекты, обусловленные влиянием нарушений в технологии производства работ:
  1. Проломы — полное разрушение дорожной одежды на всю её толщину с резким искажением профиля покрытия.
  2. Выкрашивание и шелушение — поверхностные разрушения покрытия за счет потери отдельных зерен минерального материала и отслаивания вяжущего.
  3. Выбоины — местные разрушения дорожного покрытия, имеющие вид углублений с резко выраженными краями.
  4. Сдвиги — смещение покрытия, наблюдающееся обычно на крутых спусках, в местах остановок и торможения автомобилей. Иногда в местах сдвига наблюдаются разрывы покрытия.
  5. Открытые пучины — взбугривание покрытия с сеткой трещин. Сопровождается выдавливанием грунта на поверхность покрытия в момент проезда под колесом автомобиля.

## Перспективные
Солнечные батареи как дорожное покрытие:
- В 2014 году в Нидерландах открылась первая в мире велодорожка из солнечных батарей.
- В 2016 году во Франции было заявлено о планах построить 1000 км автодорог со встроенными ударо- и термостойкими солнечными панелями; предполагается, что 1 км такой дороги сможет обеспечивать электроэнергетические потребности 5000 людей (без учёта отопления).
- В феврале 2017 года в нормандской деревне Tourouvre-au-Perche французским правительством была открыта дорога из солнечных батарей. Километровый участок дороги оборудован 2880 солнечными панелями; они обеспечит электроэнергией уличные фонари деревни.